# Villa Dr.-Schmincke-Allee 9 (Radebeul)
Die Villa Dr.-Schmincke-Allee 9 liegt im Stadtteil Serkowitz der sächsischen Stadt Radebeul, auf einem Eckgrundstück Meißner Straße/Dr.-Schmincke-Allee.

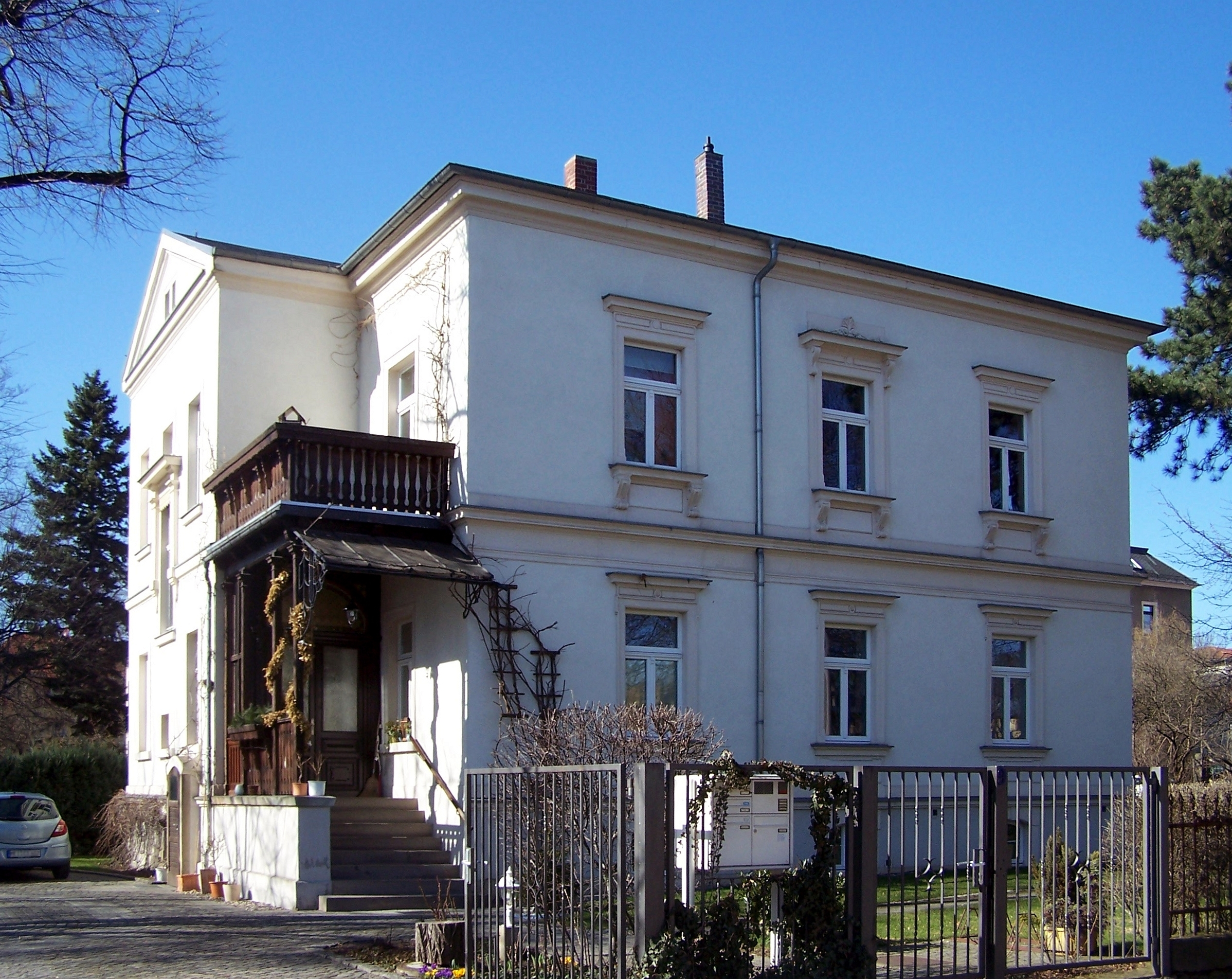
Villa Dr.-Schmincke-Allee 9 (Nebenansicht an der Dr.-Schmincke-Allee)

## Beschreibung

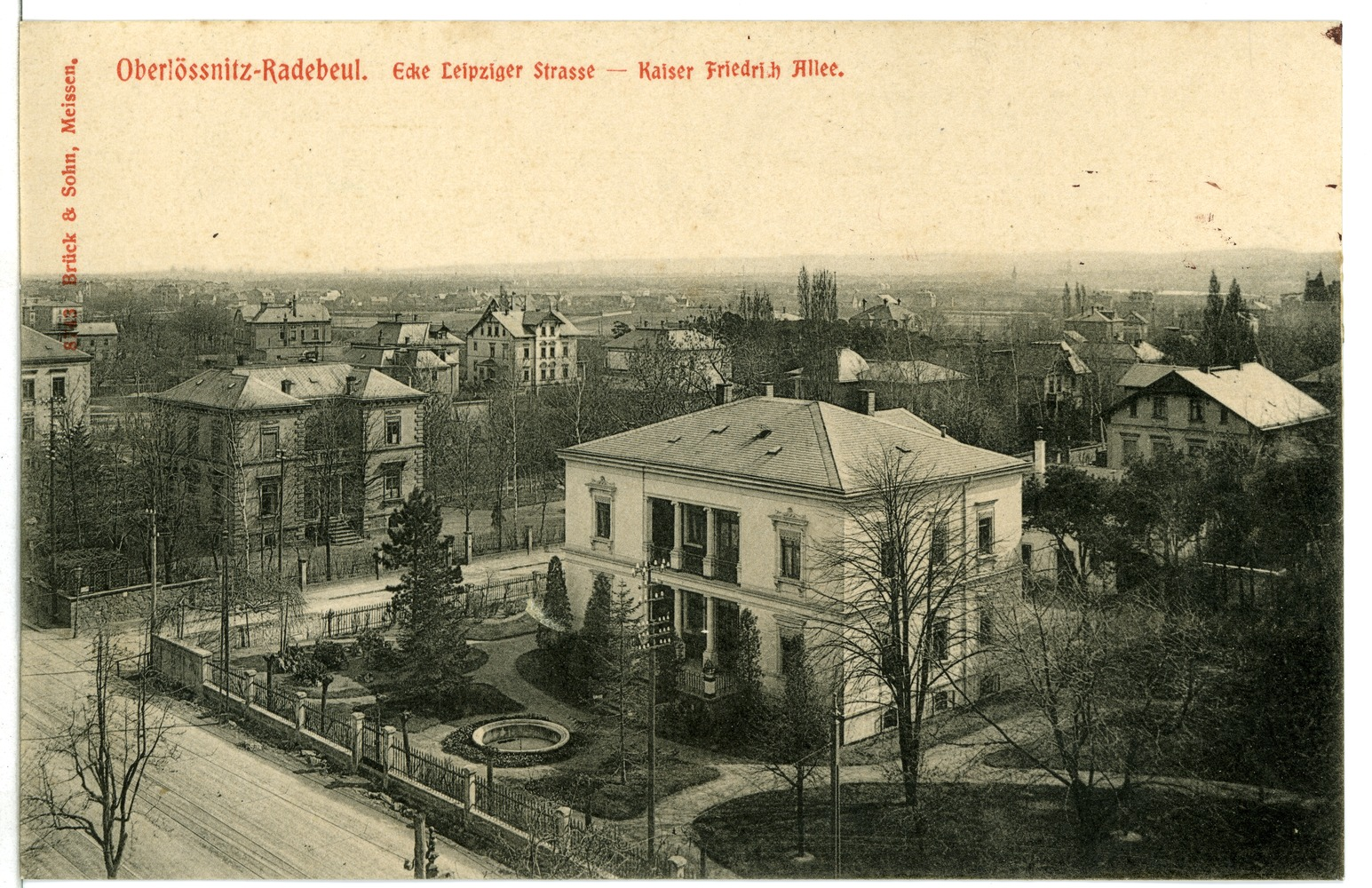
Villa Dr.-Schmincke-Allee 9, Meißner-Straßen-Ansicht (1907). Links davon Dr.-Schmincke-Allee 8.

Die zweigeschossige, zusammen mit der Einfriedung sowie dem an der südlichen Grundstücksgrenze liegenden Nebengebäude denkmalgeschützte Villa steht auf einem Eckgrundstück zur Meißner Straße, wohin auch ihre Schauseite zeigt. Der auf einem ebenfalls verputzten Sockel stehende Putzbau hat ein flach geneigtes und schiefergedecktes Walmdach. Die Fassaden werden durch Gesimse gegliedert. Die Fenster werden von reichhaltigen Sandsteineinfassungen geschmückt, die unten auf Konsolen aufgelagerte Sohlbänke besitzen und oben von horizontalen Verdachungen geschützt werden.
In der Hauptansicht des als italienische Renaissance stilisierten Wohnhauses stehen außen zwei nur sehr leicht hervortretende Seitenrisalite mit je einer Fensterachse. Die dazwischen liegende, dreiachsige Rücklage wird durch eine doppelgeschossige Loggia gebildet, die im Obergeschoss von ionischen Säulen gestützt wird. Im Sinne einer Superposition stehen im Erdgeschoss, vor dem eine Terrasse mit einer Freitreppe zum Vorgarten lagert, toskanische Säulen.
Die Seitenansicht an der Dr.-Schmincke-Allee ist eine ebenfalls symmetrische Fassade von drei Fensterachsen Breite. Auf der südlichen Gebäuderückseite steht ein kräftiger Mittelrisalit mit einem Dreiecksgiebel; im Risalit befindet sich das nachträglich veränderte Treppenhaus. In der zur Straße gewandten Innenecke des Risalits steht ein hölzerner Eingangs-Altan, dessen Austritt obenauf durch ein Holzgitter geschützt wird. Zur Eingangstür im Hochparterre führt eine kurze Treppe.
Die Einfriedung besteht aus einem Lanzettzaus zwischen Sandsteinpfeilern.

## Geschichte
Der erste Bauantrag wurde im April 1873 eingereicht, ein zweiter folgte im Oktober 1875. Verantwortlich war die ortsansässige Bauunternehmung F. W. Eisold. Im November 1875 erging die Baugenehmigung. Der Bau wurde durch August Große realisiert, von dem wohl auch der Entwurf im Stil der Dresdner Semper-Nicolai-Schule stammte.
Die Einfriedung an der Meißner Straße, wo sich auch die Prachtansicht des Hauses befindet, wurde 1907 angehoben. 1916, während des Ersten Weltkriegs, erfolgte der Umbau der Einfamilienvilla zu einer Zweifamilien-Mietvilla, wobei das Treppenhaus verändert wurde.
Das Gebäude stand bereits zu DDR-Zeiten, spätestens seit 1973, als Baudenkmal unter Denkmalschutz (siehe Liste der Denkmale der Kulturgeschichte in Radebeul).